# Хюсюн ве Шиир
„Хюсюн ве Шиир“ (на турски: Hüsün ve Şiir, в превод Доброта и поезия) е турско литературно списание, което излиза в Битоля и Солун, Османската империя, от 1909 до 1911 година.

## История
Списанието стартира в Битоля в 1909 година, където от април до октомври излизат първите му 3 броя под името „Хюсюн ве Шиир“. След това от брой 5 излиза в Солун, където от брой 9 сменя името си на „Генч Калемлер“ (Млади пера). Списанието застъпва позиции за либерализация на езика и набира популярност в литературните кръгове, особено сред по-младото поколение, което подкрепя движението за либерализацията на османския турски.